# 無名世界観
無名世界観（むめいせかいかん）とは、アルファ・システムの複数の作品の舞台背景になっている架空の世界観。

## 概要
開発会社であるアルファ・システムの経営戦略の中で、「開発したゲームの権利は制作会社に渡ってしまうが、世界観は使いまわせる」という発想を元に、同じ世界観をベースにいくつものゲームを制作し、継続してファンを獲得しようとした「統一世界観構想」の元作り上げられた世界観および各種世界設定である。主に芝村裕吏が中心となって作成されているとされているが、芝村だけが作り上げたものでもない。Web小説に関しては芝村裕吏ではなく矢上総一郎の影響が強い。海法紀光の小説も、翻案ではなく無名世界観における公式な描写として扱われることになっている。
平行世界観をベースにSF・オカルト・神話などさまざまな要素が取り入れられた複数の世界とそれをまたにかけて暗躍する組織やそれに対抗する人々などを描いている。
この世界観と関連があるゲーム作品として『幻世虚構・精霊機導弾』、『高機動幻想ガンパレード・マーチ』、『式神の城』シリーズ、『絢爛舞踏祭』、『ガンパレード・オーケストラ』などがある。また、アルファ・システム上で読者参加型ゲームとして行われていた『海ラヴ』、Web小説として発表されていた『水素の心臓』、『ヴァンシスカの悪魔』、『男子の本懐／女子の本懐』などがある。インターネット上の掲示板やチャットを利用した「儀式魔術」と称したゲームも数度行われている。

## 複数の世界
物語の第1世界 サイレントオデッセイ
基幹技術は物語。1を意味する「ファー」とも呼ばれる。現実世界。
詩歌の第2世界 ダンスドール
基幹技術は歌。
生命の第3世界 ハートオブハイドロゲン
基幹技術は微小機械。「中央世界」とも呼ばれ、他の世界の基幹技術も限定的に存在する。
精霊の第4世界 エレメンタルギアボルト
基幹技術は精霊回路。
友情の第5世界 ガンパレード
基幹技術は生体化学。
混迷の第6世界 ゴージャスタンゴ
基幹技術は機械工学。さらに3000もの世界に分かれているため第6世界群とも呼ばれる。
現実の第7世界 アイドレス
基幹技術は情報通信のようなもの。『絢爛舞踏祭』において2つの世界になった。7を意味する「セダー」とも呼ばれる。
以上の「七つの世界」（セブン・スパイラルズ）がある。なお「アイドレス」などの各世界名は第7世界に存在した世界移動組織「アルファ・システム」による呼称。その他に、第0世界とも第8世界とも言われる世界「エレル」（第8世界と仮定した8を意味する呼称）の存在が語られている。世界番号は一定ではなく、上記の順番は『アルファシステムサーガ』時点のもの。
世界には物理域という自然法則を決定付けているものがあり、自然法則の違いが世界ごとに様々な違いを生んでいるが、人物や事件などの情報がワールドタイムゲートという情報の通り道によって異世界に届けられて、ある程度の整合性が取られるようになっている。人物の情報を元にほぼ同一の人物が別の世界でも生まれていて、そのような人物を同一存在という。ワールドタイムゲートは多くの情報が集積することになる大都市の上空などに開くが、巨大な可能性を持つに至った個人の頭上にもその情報を別の世界に届けるために開かれる。7つの物理域は常に7つ世界それぞれと対応しているわけでなく、物理域がずれて各世界の法則が変わることもある。また世界同士が重なることがあり、このような現象をワールドクロスという。

### 世界移動
前述のワールドタイムゲートやワールドクロスを利用して、別の世界への移動が可能になる。ワールドタイムゲートを利用する移動法を可能性移動と言い、自身を情報化して可能性を他の世界に移すため、元の世界では存在した痕跡が異物としてその者に関する記憶なども含めて消去される。また移動先の同一存在も重複した存在として世界が消去する方向に動き、しばしば死に至る。ワールドクロスを利用する移動法をクロス移動と言い、長い時間がかかる物理移動という方法もある。
第1世界では世界移動存在による世界移動組織「世界調査局」が発足しており、第3世界に拠点を移して別の世界を調査していたが、後に解体していくつかの世界移動組織に分かれている。その中でも「セプテントリオン」という組織は死の商人として様々な世界で暗躍しており、これに対抗するために他の分かれたいくつかの世界移動組織が「神聖同盟」を締結して元の世界調査局を名乗って、セプテントリオンと戦っている。第7世界の「アルファ・システム」も世界調査局から分裂して後に神聖同盟に入った世界移動組織の1つであったが、セプテントリオンにより壊滅してただのゲーム会社になっている。
世界移動組織を作ったのは「オーマ」と呼ばれる世界移動存在たちで、「リューン」という世界の意識子である精霊を操って「絶技」という魔法を使える。オーマは技術や文化や思想などを含んだ総合的な体系で、白オーマ（リン・オーマ）から一部が分裂してさらに派生が起こり7つの派閥に分かれている。それぞれ色名になっており白以外に、黒（ファウ・オーマ）、橙（ルン・オーマ）、黄（セマ・オーマ）、赤（ビアナ・オーマ）、緑（メル・オーマ）、青（ガンプ・オーマ）があり、各個人は例えば白オーマ所属なら「白にして○○」というオーマカラーを入れた形式のオーマネームを持つ。同じオーマなら思想も似通っているため、同じ世界移動組織に同色のオーマが多く集まる傾向がある。オーマ同士の争いをおさめるため「シオネ・アラダ」という調停役が勢力の一番小さいオーマから1名選出され、人類の代表役を務めることになっている。

## 彼のもの
「彼のもの」（かのもの）とは、世界に人間原理を与えている人類を人類たらしめている人間性の起源とされる存在であるが詳細は不明。「オリジナル・ヒューマン」や「AZANT」とも呼ばれる。「彼のもの」はヤオトと呼ばれる汚染的影響をもたらす存在で、世界のあらゆるものがヤオト体であり、人間もまたサルのヤオト体であるという。当初はヤオトとは第6世界の奇病と考えられ、人に害を与える怪物を生み出す災厄の疫病と思われていた。
かつて現在（『アルファシステム・サーガ』時点）で言う第4世界で世界調査局が彼のものを発見、シオネ・アラダの光の軍勢と「彼のもの」の間で戦いが起こり、最終的にシオネが「彼のもの」を沈静化させたこの戦いは後に「悲しみの聖戦」と呼ばれている。
その後シオネが暗殺され、継承をめぐってオーマ同士の戦い「黄金戦争」が起こり、その中で光の軍勢の一員であった楽師アーが乱心して「彼のもの」そのものと化してしまうという事態が発生した。
後に第4世界で悲しみの聖戦期の遺跡から「彼のもの」が再び発見され、その影響でヤオトが蔓延、封印が施されて影響は小さくなったものの汚染は止まらず、100年程で精神感応力が高まった新人類スキカが生まれ、さらにスキカがさらなる汚染を受けた新しい種族スルナカンが誕生している。そのことに危機を抱いた人々は、浮遊島を落とすという質量兵器攻撃により「彼のもの」を不活性化させた。
しかし『幻世虚構・精霊機導弾』の顛末によりセプテントリオンが「彼のもの」を目覚めさせてしまい、「彼のもの」は第4世界から第7世界に向けて侵攻を開始。脅威を見誤っていたセプテントリオンは第6世界の分裂により侵攻速度を遅らす対処を採っている。また他の世界の影響を全く受けないほどに世界を加速させて彼のものの影響を遮断しようとする者も居る。「彼のもの」の影響が止まらない場合、全ての世界が失速してセントラルワールトタイムゲートに落下するという滅亡が待っている。

## 世界の謎
『高機動幻想ガンパレード・マーチ』の説明書で「さらに極めたい方へ　世界の謎」と題して、異世界からの介入者が居ることや世界にまつわる様々な謎があり、関係者の証言を重ね合わせることで全体像が見えてくることが示されていた。
公式の用語集なども、情報が秘匿や改竄されていて一般的な認識と事実とが異なるのを情報レベルという形で分けているため、高レベルの情報規制があれば嘘の情報が混じるものになっていて、それを見抜く「資質」が求められるものになっている。
かなり入り組んだ設定のため理解するのは非常に時間がかかる。そのため、これから世界観を理解しようという初心者に対してアルファ・システム公式HP内の「世界の謎BBS」という掲示板上の「初心者の素朴な疑問歓迎スレッド」に世界観（世界の謎）を追うに当たって便利なサイトのリンクが張られていた。
2006年9月15日発売された雑誌「電撃PS2」vol.367の付録DVD-ROMに『ガンパレード・オーケストラ 青の章 ～光の海から手紙を送ります～』のセーブデータが収録された。その内容は「シーン達成度がS」「『白の章』、『緑の章』から転属可能な全員が『青の章』へ転属済み」というもので、これらは本来『白の章』、『緑の章』を含めたシリーズ3作品をプレイしなければ達成できないものである。『青の章』発売の2006年7月20日からあまりにも早すぎるデータの配布に、疑問の声と共に今まで鬱積していた様々な問題が一気に噴出。さらに芝村本人の不適切な対応によって掲示板が炎上してしまったためアルファ・システムのすべての掲示板が閉鎖され、公式の無名世界観総合サイト「Central World Time Gate」が新設された。TRPG『Aの魔法陣』のサポートなども同サイトの掲示板の1つに引き継がれている。
その後は、同サイトの掲示板や芝村のBlogコメント欄で質問を受け付けていたが、芝村の回答は2006年末からほとんど無くなり掲示板の名も改称されている。そして、ネットゲームに付随するやりとりが商業作品以外における「世界の謎」の主な場となっている。ネットゲーム『電網適応アイドレス』では世界の謎を追う「星見司」という5級からの資格制の職業があり、資格についてはチャットで芝村から時間制限付きの問題が出されるという昇級試験も行われている。

## 関連する作品およびゲーム

### コンピュータゲーム
- 幻世虚構・精霊機導弾 - 第4世界（ラストバトルは第6世界）で過去に実際に起きた事件を元にしたゲームという設定。
- 高機動幻想ガンパレード・マーチ - 「セプテントリオン」の計画予定に沿って進んでいくことになるこれから先の第5世界をシミュレートしたゲームという設定[2]。
- 式神の城シリーズ - 第6世界群の1つで過去に実際に起きた事件を元にしたゲームという設定。また、下記の「絢爛舞踏祭」同様、ゲームのプレイヤーが「OVERS SYSTEM」を通じてゲーム世界に干渉しているという設定が裏設定に据えられている。
- 絢爛舞踏祭 - 第6世界群の1つに対してゲームに搭載された「OVERS・SYSTEM Ver1.00」というシステムで介入しているという設定。
- ガンパレード・オーケストラ - 第5世界に対してゲームに搭載された「DOLL・PLAYER・SYSTEM 」というシステムで多数のプレイ情報を集積して儀式魔術で影響を与えるという設定。

### 小説
- ガンパレード・マーチ関連 - 第5世界。
  - みんなのガンパレード
  - 23・ルート
  - 青の舞踏
  - ガンパレード・ルート
  - 実録 世界の謎を追え - 第7世界。
  - Return to Gunparade
  - ガンパレードマーチ外伝
  - ソックスハンター外伝
- ヴァンシスカの悪魔 - 第6世界群の1つ（式神の城と同一）。
- 冒険艦大逆転号 - 第6世界群の1つ。
- 水素の心臓 - 第3世界。
- ゴージャスタンゴ・ストーリー - 第6世界群の1つ（式神の城と同一）。
- 男子の本懐／女子の本懐 - 第7世界と第6世界群の1つ。
- 風のゆくえを追って ニーギ流転抄 - 第6世界群の1つ。
- 頂天のレムーリア - 複数の第6世界。

### ネットゲーム
プレイヤーが居る現実は第1世界であり、プレイヤーキャラクターは第7世界人とされる。
- GPM23（儀式魔術 ガンパレード23） - 第7世界。
- 海ラブ
- TRPG『Aの魔法陣』 オンラインセッション
  - DOJOゲーム
    - トータルDOJO

  - 大和丘
  - 神々の宴
  - ゆかり戦記
  - 小儀式魔術 Aの魔法陣 ターニの帰還
- 大絢爛舞踏祭
  - 大儀式魔術 絢爛舞踏祭
- 小儀式魔術 白いオーケストラ
- 小儀式魔術 緑のオーケストラ
- カウンターアタック
- 大儀式魔術 アプローの涙
- 電網適応アイドレス
  - 大儀式魔術 第二次黄金戦争
  - シーズン2